# Coigneux
Coigneux è un comune francese di 51 abitanti situato nel dipartimento della Somme nella regione dell'Alta Francia.
Il suo territorio comunale ospita le sorgenti del fiume Authie.

## Società

### Evoluzione demografica
Abitanti censiti